# Llista de companyies de creuers
Aquesta és una llista de companyies de creuers en actiu, intentant enumerar els seus vaixells en actiu.
| Nom                           | Seu                              | Notes |
| ----------------------------- | -------------------------------- | --- |
| AIDA Cruises                  | Alemanya                         | Propietat de Carnival Corporation & plc · Orientat a públic alemany · Els seus vaixells AIDAcara, AIDAvita, AIDAaura, AIDAdiva, AIDAbella, AIDAluna, AIDAblu, AIDAsol, AIDAmar, AIDAstella naveguen amb bandera de Itàlia |
| AmaWaterways                  | USA                              | Creuers fluvials a Europa, Àsia i Àfrica |
| American Cruise Lines         | USA                              | Amb base a Guilford, Connecticut, opera sis vaixells |
| AvalonWaterways               | USA                              | Creuers fluvials a Europa, Àsia, Àfrica i Sud-amèrica |
| Azamara Club Cruises          | USA                              | Propietat de Royal Caribbean Cruises Ltd. · Orientat a públic americà i internacional · Els seus vaixells Azamara Journey i Azamara Quest naveguen amb bandera de Malta |
| Birka Line                    | Finland                          | Subsidiària de Rederiaktiebolaget Eckerö, opera el Birka Paradise |
| Carnival Cruise Lines         | USA                              | Propietat de Carnival Corporation & plc · Orientat a públic americà i internacional · Els seus vaixells Carnival Fantasy, Carnival Ecstasy, Carnival Elation, Carnival Paradise, Carnival Victory, Carnival Pride, Carnival Legend, Carnival Miracle, Carnival Conquest, Carnival Glory, Carnival Valor, Carnival Liberty, Carnival Freedom, Carnival Splendor, Carnival Dream, Carnival Magic, Carnival Breeze naveguen amb bandera de Panama. · Els seus vaixells Carnival Sensation, Carnival Fascination, Carnival Imagination, Carnival Inspiration, Carnival Triumph, Carnival Sunshine naveguen amb bandera de Bahames. · El seu vaixell Carnival Spirit navega amb bandera de Malta. |
| CDF Croisières de France      | France                           | Propietat de Royal Caribbean Cruises Ltd. · Orientat a públic francès · El seu vaixell Horizon navega amb bandera de Malta |
| Celebration Cruise Line       | USA                              | El seu vaixell Bahamas Celebration navega amb bandera de Bahames |
| Celebrity Cruises             | USA                              | Propietat de Royal Caribbean Cruises Ltd. · Orientat a públic americà i internacional · Els seus vaixells Celebrity Century, Celebrity Millennium, Celebrity Infinity, Celebrity Summit, Celebrity Constellation, Celebrity Solstice, Celebrity Equinox, Celebrity Eclipse, Celebrity Silhouette, Celebrity Reflection naveguen amb bandera de Malta. · El petit Celebrity Xpedition navega amb bandera de Ecuador a les Illes Galàpagos. |
| Compagnie du Ponant           | France                           | Creuers de iot de luxe. Amb base a Marsella, comprat per Bridgepoint Capital el 2012. Vaixells: Le Ponant,Le Boréal,L'Austral,Le Soléal. |
| Costa Crociere                | Italy                            | Propietat de Carnival Corporation & plc · Orientat a públic italià i internacional · Els seus vaixells Costa neoRiviera, Costa Classica, Costa neoRomantica, Costa Victoria, Costa Atlantica, Costa Mediterranea, Costa Fortuna, Costa Magica, Costa Luminosa, Costa Deliziosa, Costa Serena, Costa Pacifica, Costa Favolosa, Costa Fascinosa naveguen amb bandera de Itàlia |
| CroisiEurope                  | França                           | Creuers fluvials a Europa i Vietnam |
| Cruise & Maritime Voyages     | UK                               | Iniciada per Cruise & Maritime Services International, després per l'alemanya Transocean Tours (de qui eren representants al Regne Unit) |
| Crystal Cruises               | Japan                            | Els seus vaixells Crystal Symphony, Crystal Serenity naveguen amb bandera de Bahames |
| Cunard Line                   | United Kingdom                   | Propietat de Carnival Corporation & plc · Els seus vaixells Queen Mary 2, Queen Victoria, Queen Elizabeth naveguen amb bandera de Bermuda |
| Disney Cruise Line            | USA                              | Els seus vaixells Disney Magic, Disney Wonder, Disney Dream, Disney Fantasy naveguen amb bandera de Bahames |
| European Waterways            | United Kingdom                   | Creuers fluvials |
| Fred. Olsen Cruise Lines      | United Kingdom                   | Orientat a públic britànic · Els seus vaixells Balmoral (creuer), Black Watch, Boudicca (creuer), Braemar (creuer) naveguen amb bandera de Bahames |
| Hapag-Lloyd Cruises           | Alemanya                         | Els seus vaixells Europa (creuer),Hanseatic,Bremen (creuer) naveguen amb bandera de Bahames · El Columbus 2 navega amb bandera de Marshall Islands · L'Europa 2 navega amb bandera de Malta |
| Holland America Line          | USA · (originalment Netherlands) | Propietat de Carnival Corporation & plc · Orientat a públic americà i internacional · Els seus vaixells Statendam (creuer), Maasdam (creuer), Ryndam (creuer), Veendam (creuer), Rotterdam (creuer), Volendam (creuer), Zaandam (creuer), Amsterdam (creuer), Zuiderdam (creuer), Oosterdam (creuer), Westerdam (creuer), Noordam (creuer), Eurodam (creuer), Nieuw Amsterdam (creuer), Prinsendam (creuer) naveguen amb bandera de Països Baixos |
| Hurtigruten                   | Noruega                          | Fa el servei regular entre ports de la costa de Noruega. Vaixells: Midnatsol (vaixell), Trollfjord (vaixell), Finnmarken (vaixell), Nordnorge (vaixell), Polarlys (vaixell), Nordkapp (vaixell), Nordlys (vaixell), Richard With (vaixell), Kong Harald (vaixell), Vesterålen (vaixell), Lofoten (vaixell), Fram (vaixell). |
| Iberocruceros                 | Spain                            | Propietat de Carnival Corporation & plc i Orizonia Corporation · Orientat a públic espanyol i portuguès · Els seus vaixells Grand Celebration, Grand Holiday naveguen amb bandera de Portugal |
| Kristina Cruises              | Finland                          | Opera el Kristina Katarina |
| Louis Cruises                 | Cyprus                           | Vaixells: Louis Olympia, Louis Aura, Louis Cristal |
| The Majestic Line             | United Kingdom                   | Opera entre les illes d'Escòcia. |
| Mano Maritime                 | Israel                           | Orientat a públic israelià Vaixells: Royal Iris, Golden Iris. |
| MSC Cruises                   | Switzerland                      | Els seus vaixells MSC Armonia, MSC Sinfonia, MSC Lirica, MSC Opera, MSC Musica, MSC Orchestra, MSC Poesia, MSC Magnifica, MSC Fantasia, MSC Splendida, MSC Divina, MSC Preziosa naveguen amb bandera de Panamà |
| Norwegian Cruise Line         | USA · (originalment Noruega)     | Parcialment propietat de Star Cruises. · Els seus vaixells Norwegian Sky, Norwegian Sun, Norwegian Spirit, Norwegian Star, Norwegian Dawn, Norwegian Jewel, Norwegian Pearl, Norwegian Gem, Norwegian Jade, Norwegian Epic, Norwegian Breakaway naveguen amb bandera de Bahames · El Pride of America navega amb bandera de USA |
| Oceania Cruises               | USA                              | Els seus vaixells Regatta (creuer), Nautica (creuer), Marina (creuer), Riviera (creuer) naveguen amb bandera de les Marshall Islands |
| Orion Expedition Cruises      | Australia                        | |
| P&O Cruises                   | United Kingdom                   | Propietat de Carnival Corporation & plc · Orientat a públic britànic · Els seus vaixells Adonia (creuer), Arcadia (creuer), Aurora (creuer de P&O Cruises), Azura (creuer), Oceana (creuer), Oriana (creuer), Ventura (creuer) naveguen amb bandera de Bermuda |
| P&O Cruises Australia         | Australia                        | Propietat de Carnival Corporation & plc |
| Paul Gauguin Cruises          | USA                              | |
| Peter Deilmann Cruises        | Alemanya                         | |
| Phoenix Reisen                | Alemanya                         | |
| Polar Star Expeditions        | Canada                           | |
| Princess Cruises              | USA                              | Propietat de Carnival Corporation & plc · Orientat a públic americà i internacional · Els seus vaixells Royal Princess, Grand Princess, Golden Princess, Star Princess, Diamond Princess, Sapphire Princess, Caribbean Princess, Crown Princess, Emerald Princess, Ruby Princess, Coral Princess, Island Princess, Sun Princess, Dawn Princess, Sea Princess, Ocean Princess, Pacific Princess naveguen amb bandera de Bermuda |
| Pullmantur Cruises            | Spain                            | Propietat de Royal Caribbean Cruises Ltd. · Orientat a públic espanyol · Els seus vaixells Empress, Zenith, Monarch, Sovereign naveguen amb bandera de Malta |
| Quark Expeditions             | USA                              | Creuers d'expedició d'aventura |
| Regent Seven Seas Cruises     | USA                              | Anteriorment Radisson Seven Seas Cruises Vaixells: Seven Seas Mariner, Seven Seas Voyager, Seven Seas Navigator |
| Royal Caribbean International | USA · (originalment Noruega)     | Propietat de Royal Caribbean Cruises Ltd. · Orientat a públic americà i internacional · Els seus vaixells Oasis of the Seas, Allure of the Seas, Freedom of the Seas, Liberty of the Seas, Independence of the Seas, Radiance of the Seas, Brilliance of the Seas, Serenade of the Seas, Jewel of the Seas, Voyager of the Seas, Explorer of the Seas, Adventure of the Seas, Navigator of the Seas, Mariner of the Seas, Legend of the Seas, Splendour of the Seas, Grandeur of the Seas, Rhapsody of the Seas, Enchantment of the Seas, Vision of the Seas, Majesty of the Seas naveguen amb bandera de Bahames                                                                            |
| Saga Cruises                  | United Kingdom                   | Els seus vaixells Saga Ruby, Saga Sapphire naveguen amb bandera de Malta |
| Seabourn Cruise Line          | USA                              | Propietat de Carnival Corporation & plc · Els seus vaixells Seabourn Pride, Seabourn Spirit, Seabourn Legend, Seabourn Odyssey, Seabourn Sojourn, Seabourn Quest naveguen amb bandera de Bahames. |
| Silversea Cruises             | USA/ Italy                       | Els seus vaixells Silver Cloud, Silver Wind, Silver Shadow, Silver Whisper, Silver Explorer, Silver Spirit naveguen amb bandera de Bahames · El Silver Galapagos navega amb bandera de l' Ecuador |
| Star Cruises                  | Malaysia                         | Opera a la zona Àsia i Pacífic |
| Swan Hellenic                 | United Kingdom                   | El seu vaixell Minerva (creuer) navega amb bandera de Bahames |
| Thomson Cruises               | United Kingdom                   | Orientat a públic britànic · Els seus vaixells Thomson Spirit, Thomson Celebration, Thomson Dream, Thomson Majesty naveguen amb bandera de Malta · El Island Escape navega amb bandera de Bahames |
| Transocean Tours              | Alemanya                         | |
| TUI Cruises                   | Alemanya                         | Propietat de Royal Caribbean Cruises Ltd. · Orientat a públic alemany · Els seus vaixells Mein Schiff 1, Mein Schiff 2 naveguen amb bandera de Malta |
| Uniworld River Cruises        | USA                              | |
| Un-Cruise Adventures          | USA                              | |
| Viking Cruises                | USA                              | Creuers fluvials Té previst començar a oferir creuers marítims des de 2015 amb el Viking Star |
| Windstar Cruises              | USA                              | Orientat a iots de gamma alta · Els seus vaixells Wind Star, Wind Spirit, Wind Surf naveguen amb bandera de Bahames |